# Jonathan Adams (arkitekt)
Jonathan Gwyn Adams, född i Bristol, England i juli 1961 är en walesisk arkitekt. Han är ledamot i Royal Institute of British Architects och Learned Society of Wales, FLSW. Hans föräldrar är båda lärare från kolgruvefamiljer i South Wales Valleys och familjen flyttade till Lodge Hill i Caerleon i mitten av 60-talet.

## Biografi

### Karriär
Sin utbildning fick Agams några år senare vid Welsh School of Architecture i Cardiff. Han började först arbeta för det tidigare Greater London Council innan han fick en plats vid Architectural Association i London. Efter examen tillbringade han 15 år på Will Alsops praktik i London, där han arbetade på tunnelbanestationen North Greenwich, bredvid Millennium Dome. Han återvände till Wales 1998. Han hävdade senare att han återvände till Wales eftersom London var "mycket inåtvänt och självaktande", medan Wales stod inför den "spännande tiden" av decentralisering under det sena 1990-talet.
Adams gick med i Percy Thomas Architects och började arbeta på Wales Millennium Center-projektet på £106 miljoner i Cardiff Bay, som öppnade i november 2004 och som han är mest känd för. Adams säger att designen var inspirerad av arkitekten för Cardiff Castle, William Burges och de skiktade klipporna på södra Wales kust. Byggnaden designades för att skapa en modern walesisk identitet, genom att använda norra Wales skiffer och walesisk timmerbeklädnad.
I juni 2004 togs Percy Thomas Architects över av outsourcingföretaget Capita. Adams gick med på att stanna kvar i företaget, även om många av hans kollegor lämnade det.
Adams var ordförande för Royal Society of Architects i Wales (RSAW) från 2005 till 2007. Under sin tid uttryckte han oro över att allmänheten ofta inte förstod bra arkitektur.
2005 började han arbeta med en större renovering och omorganisation av Cardiffs Sherman Theatre. Byggnaden återinvigdes i februari 2012. Dess fasad fick en distinkt metallbeklädnad och entrén flyttades. 
I februari 2010 invigde Adams den nya huvudkontorsbyggnaden för Welsh Joint Education Committee (WJEC). Den fick kritik från Wales-avdelningen av Victorian Society, som liknade den vid ett "uppåtvänt sandslott". Adams hade designat den för att vara modern, klädd i stål och iögonfallande från huvudvägen.
Den 17 september 2013 etablerade Adams Jonathan Adams och Partners Architects Limited tillsammans med sin fru Hazel Robb Adams. Han presenterade en BBC-tv-dokumentär om den amerikanske arkitekten Frank Lloyd Wright, som sändes i slutet av augusti 2017 på BBC Four och BBC Two Wales.